# Limata karooensis
Limata karooensis är en tvåvingeart som beskrevs av H. Oldroyd 1954. Limata karooensis ingår i släktet Limata och familjen bromsar. Inga underarter finns listade i Catalogue of Life.